# Pelophylax perezi
Pelophylax perezi (tên tiếng Anh: Perez's Frog) là một loài ếch thuộc họ Ranidae. Loài này có ở miền nam Pháp, Bồ Đào Nha, Tây Ban Nha, và hai địa điểm ở Vương quốc Anh; loài này thấy rất nhiều ở Tây Ban Nha, như tên gọi của nó trong tiếng Tây Ban Nha rana común ("ếch thông thường").
Môi trường sống tự nhiên của chúng là rừng ôn đới, vùng cây bụi ôn đới, thảm cây bụi kiểu Địa Trung Hải, sông ngòi, sông có nước theo mùa, đầm nước, hồ nước ngọt, hồ nước ngọt có nước theo mùa, đầm nước ngọt, đầm nước ngọt có nước theo mùa, vùng bờ biển cát, đất canh tác, và các vùng đô thị. Nó không được IUCN xem là loài bị đe dọa.

## Hình ảnh

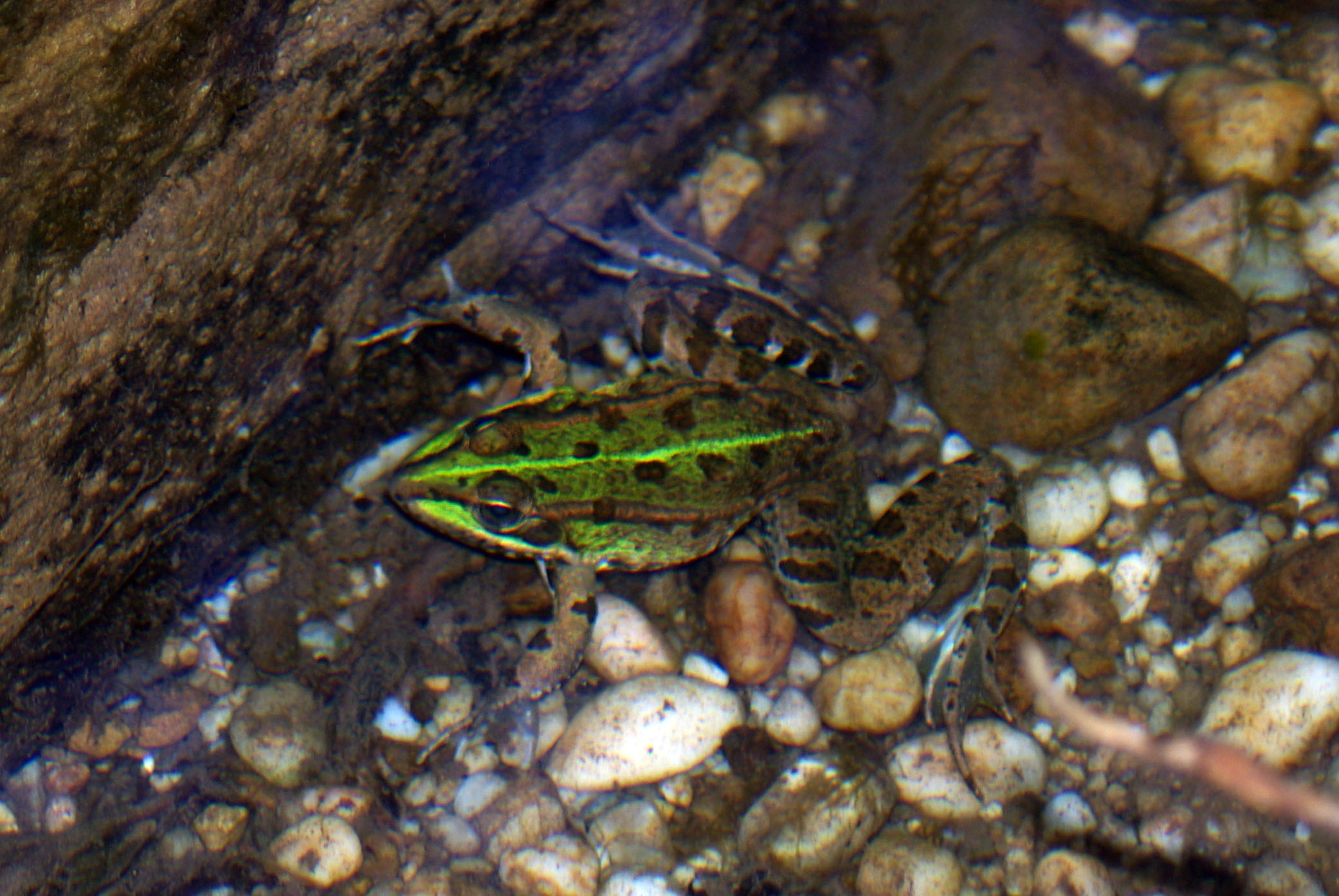
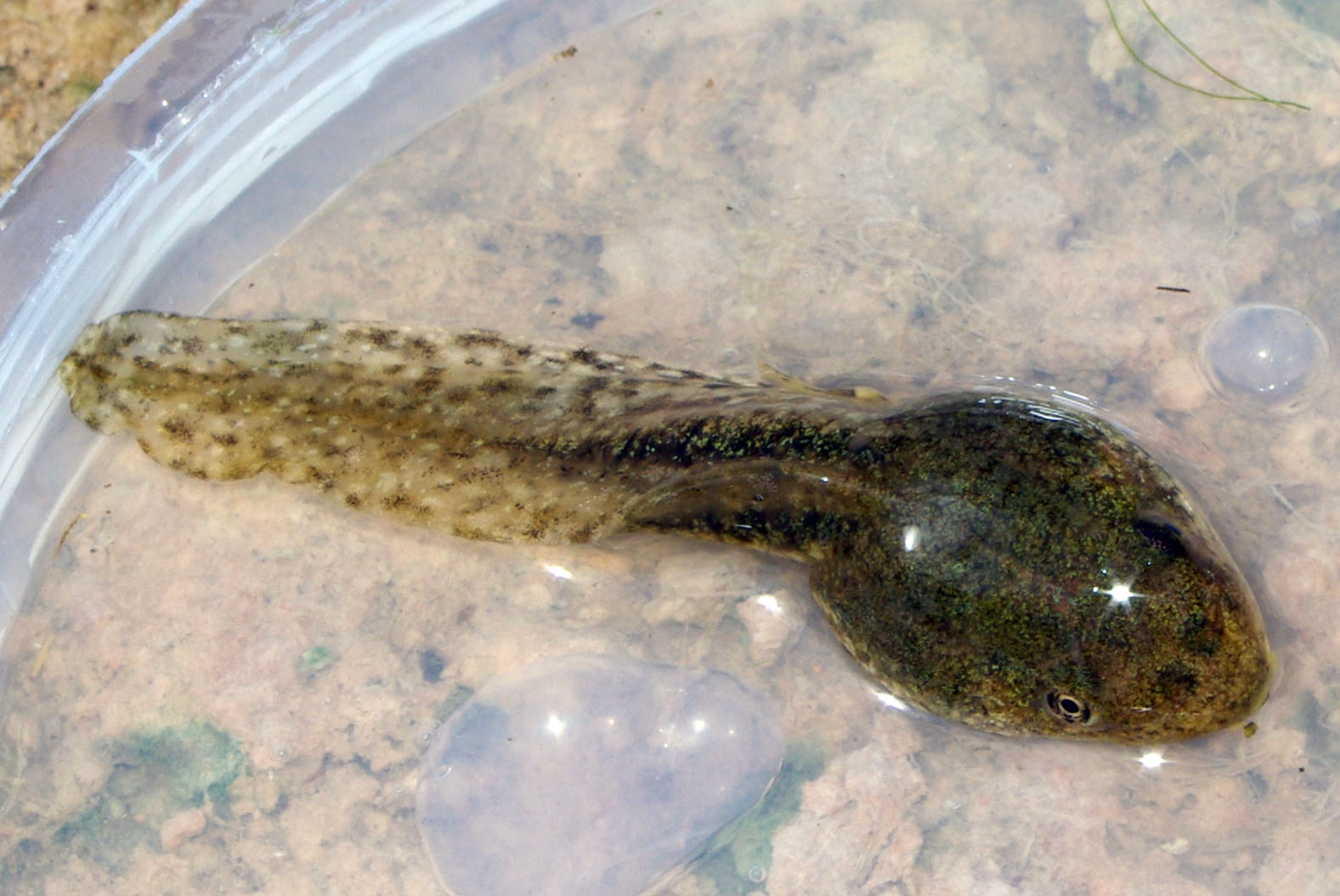
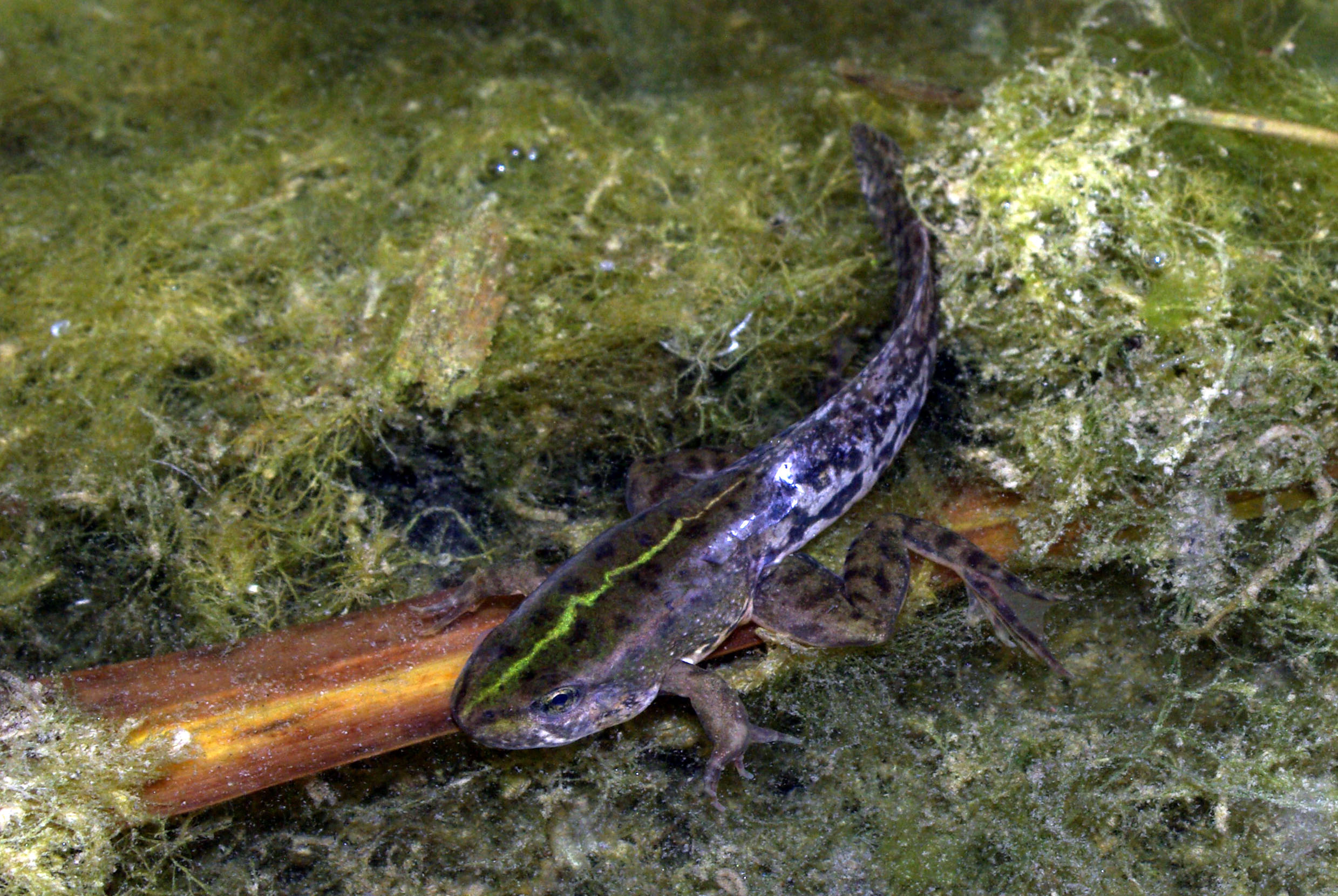